# Freddie Wong
Frederick Wong, conhecido como Freddie Wong (13 de setembro de 1985), é um cineasta, músico, perito em efeitos especiais e jogador de e-sports dos Estados Unidos. Ele é responsável por manter dois canais populares no YouTube, freddiew e freddiew2. Ele é o irmão mais velho do youtuber Jimmy Wong.

## Biografia
Wong se formou na Escola Lakeside. Depois, ele se formou na Escola de Artes Cinemáticas da Universidade do Sul da Califórnia. Hoje, ele é proprietário da Overcrank Media, uma empresa de produção de mídia sediada em Los Angeles, especializada em filmes e vídeos online e responsável por produzir um filme independente intitulado Bear. Antes do YouTube, Wong e seu amigo de colégio Brandon Laatsch faziam filmes direto para DVD. Eles passaram a se concentrar em material para o YouTube depois de a carreira deles ter decolado neste site.

## Feitos notáveis
Wong concluiu o campeonato World Series of Video Games de Dalas em julho de 2007. Ele também venceu o primeiro prêmio da competição de Guitar Hero II ao tocar a música "Less Talk, More Rokk" da banda Freezepop. d
Nas celebrações da MTV's Gamer's Week de novembro de 2007, Freddie apareceu como convidado no Total Request Live. Participando do programa com sua recém-formada banda Hellanor Brozevelt, Wong estava em uma expedição nacional em busca do melhor conjunto de Rock Band. Depois de receber orientação da conhecida banda de rock Good Charlotte, a Brozevelt se apresentou na Hard Rock Café em Nova Iorque ao lado da banda de Chicago, Carrie Me Home.
Na meia-noite de lançamento de Rock Band, a banda Hellanor Brozevelt foi chamada para jogar na Best Buy em Hollywood, Califórnia.
Freddie Wong fez a primeira (e única) apresentação YouTube Live em São Francisco, que ocorreu em 22 de novembro de 2008.
Wong mantém seu próprio canal no YouTube, com um total de 744 milhões de visualizações de vídeos e mais de 3.7 milhões de assinantes. O canal é o oitavo mais assinado no site. Isto atraiu atenção da mídia mainstream, com Andy Whitfield aparecendo em um vídeo em homenagem ao jogo Time Crisis, Kevin Pollak aparecendo em um dublê de hipnotismo, Shenae Grimes em uma cena romântica de ação, Ray William Johnson em um vídeo de infestação de trolls, Eliza Dushku aparecendo em outra cena de ação, Jon Favreau em seu vídeo Cowboys & Freddiew, e a banda de glam metal Steel Panther aparecendo em seu vídeo Crossfire.
Em 2010, ele ajudou Joe Penna (MysteryGuitarMan) a filmar um comercial para o McDonald's. Em 2011, Wong produziu, co-dirigiu e atuou em um comercial de TV para o Battlefield 3 à pedido da Eletronic Arts.